# Uozu
Uozu (jap. 魚津市 Uozu-shi) – miasto w Japonii, w prefekturze Toyama, w środkowej części wyspy Honsiu.

## Położenie
Miasto leży we wschodniej części prefektury nad zatoką Toyama (Morze Japońskie). Uozu graniczy z miastami:
- Kurobe
- Namerikawa

## Historia
Uozu otrzymało status miasta 1 kwietnia 1952.

## Miasta partnerskie
- Tajlandia: Chiang Mai